# Szimmetria
A szimmetria fogalma határhelyzetű a természettudományok, a művészet és a technika között, mert összekapcsolja azt a háromféle fő törekvést, amellyel az ember a világhoz, annak megértése céljából közelít. Általános, köznapi jelentésében valamiféle szabályosságra, harmóniára, tökéletességre, szépségre utal; konkrét szakterületeken precíz jelentése van.
A szimmetria ellentéte az aszimmetria.

## A szimmetria közös fogalom a természettudományban, a művészetben és a technikában
Az ismétlődő, egybevágó elemek gyakori jelenségek a természetben. Az ember technikai tevékenységeiben is többször állít elő ilyen tulajdonságú elemeket, hogy később nagyobb rendszerekké kapcsolja össze őket.
Az építés során az egybevágó elemeknek sokféle szabályos, részben szabályos vagy rendezetlen alakzatrendszere jöhet létre. Az egybevágó elemek nagyszámú kapcsolódási kombinációjából, az így létrejövő alakzatrendszerekből (az építés és az ismeretek rendezése szempontjából is) azok a legfontosabbak, amelyek szabályosságukból eredően egyszerűen leírhatók. Az ilyen elrendezések ugyanakkor szépek is, tulajdonságuk a technikai rendszerek létrehozásakor, a struktúraépítéskor szintén értékes szempont (esztétikai illesztés a környezethez!).
A természetben található struktúráknál és a technikai alkotásoknál is gyakori az, hogy egybevágó elemek jönnek létre. Ezért a belőlük való építkezés is hasonló törvényszerűségeket követ. Az egybevágó elemekből épülő szabályos alakzatrendszerek tulajdonságait több tudományág is vizsgálja. A természetleírás és a struktúraépítés együtt formálta meg azt a fogalmat, amelynek segítségével e tulajdonságok tömören megfogalmazhatók, s ez a szimmetria.

### A szimmetria fogalom története
Ókori és középkori építészeti (Vitruvius) és művészeti (Dürer) kánonok arányrendszerei után alakzatrendszerek pontos jellemzésére először Leonardo da Vinci használta a szimmetriát centrális épületek tervezésénél. Az alakzatrendszerek rendszerezésénél követett módszerünk azonban ténylegesen csak a múlt századi kristálytan találmánya. A kristálytanban a szimmetriát a kristályokat fölépítő atomi és molekuláris szerveződések csoportosítására, majd a teljes lehetőségkészlet osztályozására először Fjodorov orosz és Schönflies német krisztallográfus használta föl.
Századunkban a szimmetriafogalom gyors és kiterjedt értelembővülés nyomán alapvető rendező elvvé vált számos tudományágban, kiváltképpen a fizikában. A mai szimmetriafogalomnak két gyökere van:az egyik a díszítőművészetben és a technikában, a másik a természettudományokban lelhető fel. Az első, a korábbi, a konstruktív értelmezés az, amelyben a szimmetria szabályokat, műveleti utasításokat jelent, melyek segítségével struktúrákat építhetünk föl ismétlődő, egybevágó elemekből.
A szimmetriafogalom másik gyökere a természettudományos értelmezés: a szimmetria ott valamilyen tulajdonság megmaradását jelenti az alakzatrendszer átrendezése során. Ha a struktúra egybevágó (egyenrangú) elemekből áll, akkor van egy belső szabadsága az elemek átrendeződésére. Ez azt jelenti, hogy az elemek egymásba transzformálhatók, egymás között fölcserélhetők a szimmetriaműveletekkel anélkül, hogy az alakzatrendszer rendezettsége kifelé megfigyelhető változást mutatna. Sajátosan egyesült a kétféle megközelítés a kristálytanban és a díszítőművészet leírásában.

## A szimmetria a matematikában
A matematikában a szimmetria hasonlóan, mint a többi tudományban illetve a művészetben, a geometriai szimmetria általánosítása illetve speciális értelmezéseként jelenik meg. példák:
Szimmetrikus reláció, olyan 
{\displaystyle \rho }
reláció amelyre 
{\displaystyle \forall x\forall y(x\rho y\Rightarrow y\rho x)}
Szimmetrikus szám, olyan szám, amely számjegyeit fordított sorrendben írva ugyanazt a számot kapjuk.
Szimmetrikus mátrix, olyan négyzetes mátrix, amely egyenlő a transzponáltjával (sorainak és oszlopainak a felcserélésével kapott mátrixszal).
Szimmetrikus különbség a halmazelméletben olyan halmazművelet, amely két halmazból egy olyan új halmazt ad, amely azokat az elemeket tartalmazza, amelyek pontosan az egyik halmaznak elemei.
Szimmetrikus polinom olyan többváltozós polinom, amelynél két változó felcserélésével vele egyenlő polinomot kapunk.
Szimmetrikus formula olyan többváltozós formula, amelynél két változó felcserélésével vele egyenértékű formulát kapunk. Például:
   {\displaystyle \left(x+y\right)^{2}\geq x^{2}+y^{2}}
Hasonlóan definiálják a szimmetrikus kifejezést, szimmetrikus egyenletet, stb.
Használatosak még a matematikában: Szimmetrikus algebra, Szimmetrikus tartomány, Szimmetrikus különbség, Szimmetrikus függvény, Szimmetrikus tenzor, Szimmetrikus tér, Szimmetrikus eloszlás, Szimmetrikus csoport, Szimmetrikus operátor, stb

### Szimmetria a geometriában
Szimmetria vagy más néven tükrözés a geometriai transzformációk (leképezések) néhány osztályának össze-foglaló neve.
A szimmetria izometrikus, azaz távolságtartó és involutorikus leképezés. A távolságtartó voltából következik, hogy egyenes és szögtartó leképezés.
 A háromdimenziós Euklideszi geometriában három szimmetriát különböztetünk meg:
 -- Középpontos avagy centrális szimmetriát, amelyet egy pont határoz meg.
 -- Tengelyes szimmetriát, amelyet egy egyenes határoz meg. Ez az egyenes a szimmetria tengelye.
 -- Síkszimmetriát, amely egy síkkal van meghatározva.
 A tengelyszimmetria lehet síkbeli és térbeli, a középpontos szimmetria lehet térbeli, síkbeli és “egyenesbeli”. A síkszimmetria csak térbeli lehet. A többdimenziós Eukleideszi terekben ezeknek többdimenziós általánosításuk van.
A szimmetriák nem alkotnak csoportot.
Egy alakzatot szimmetrikusnak nevezünk, ha létezik olyan szimmetria, amely az alakzatot önmagába képezi le.
 -- Ha ez a szimmetria középpontos szimmetria, akkor ennek a szimmetriának a középpontját az alakzat szimmetria-középpontjának nevezzük.
 -- Ha ez a szimmetria tengelyes szimmetria, akkor ennek a szimmetriának a tengelyét az alakzat szimmetriatengelyének nevezzük.
 -- Ha ez a szimmetria síkszimmetria, akkor ennek a szimmetriának a síkját az alakzat szimmetriasíkjának nevezzük.
Egy pont középpontos szimmetria általi képe ezen a ponton és a középponton áthaladó egyenesen a középponttól ugyanolyan távolságra van mint az eredeti pont, de azzal ellentétes oldalon.
Egy pont tengelyes szimmetria általi képe, ezen a ponton áthaladó és a tengelyre merőleges egyenesen található, a tengelytől ugyanolyan távolságra mint az eredeti pont, de azzal ellentétes oldalon.
Egy pont síkszimmetria általi képe, ezen a ponton áthaladó és a síkra merőleges egyenesen található, a síktól ugyanolyan távolságra mint az eredeti pont, de azzal ellentétes oldalon.

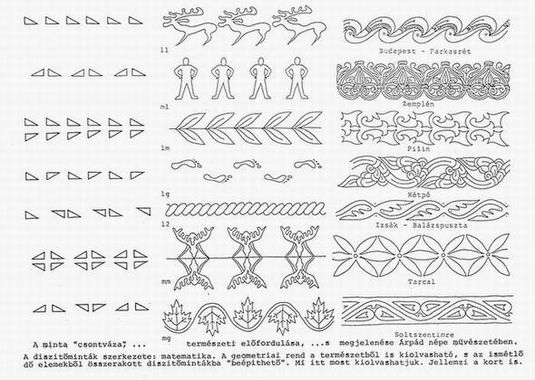
Honfoglalás kori fríztípusok a Kárpát-medencéből. A bal oldali oszlop a minta csontvázát mutatja, a középső oszlop a természeti megjelenését, a jobb oldali pedig előfordulását a honfoglalás kori díszítőművészetben. Bérczi Szaniszló rajza.

A szimmetria legegyszerűbb megjelenési formája a díszítősor. Hétköznapi emberi tevékenységek gyakran hoznak létre ilyen mintázatokat. Például egy test haladása vagy forgása közben kézzel vagy lábbal lenyomatot képezve, a pálya mentén sorakozó és szabályosan ismétlődő elemek (lenyomatok) születnek. A geometriai kristálytan az ilyen egyenes menti elrendezéseket 7 különböző típusba sorolja. Típusaikat azon műveletek alapján csoportosítja, amelyekkel az egyenes menti szabályos alakzatrendszerek önmagukra leképezhetők. A műveletek a sík egybevágósági transzformációi lehetnek: eltolás, tükrözés, forgatás, csúsztatva tükrözés és ezek kombinációi. A 7 típus mindegyike megadható egy rá jellemző minimális műveletegyüttessel, melyek fölépítik (generálják) az alakzatrendszer többi egybevágósági műveletét (szimmetriaműveletét) is.
A szimmetria másik ismert megjelenési formáit alkotják a szabályos testek (más néven Platoni testek) és a féligszabályos testek, vagy Arkhimédeszi testek. Ezeknek lapjai is mind szabályos poligonok (sokszögek). A szabályos testeknek a csúcsalakzataik is szabályosak és egybevágók.

## A szimmetria a természettudományokban

### Szimmetria a biológiában
Talán az egyik leglátványosabb megjelenési formája a biológiai szimmetriáknak a levélállás (fillotaxis) és a tömött növényi magvak vagy pikkelyek mintázata. A növényrendszertani könyvek tömören így szólnak a fillotaxisról: gyakori az 1/2-es,1/3-os, 2/5-ös és 3/8-ados levélállás. Éles szemmel még 5/13-os is felfedezhető (például az ökörfarkkórón). De jobban megfigyelve az ilyen levélállású növényeket észrevehetjük, hogy a mondott levélállások is finoman eltekerednek a szármenti függőlegeshez (meridiánhoz) képest. A termések magvainak, pikkelyeinek; a virágzatok kis elemi virágjainak két, egymással szemben futó spirál család szerinti elhelyezkedése sokkal szembetűnőbb a szárakon szétszórt levélzet elrendezésénél. A legszebben a fenyőtoboz (5+8), ananász (8+13), karfiol (5+8), búza és más kalászosok (1+1) és a napraforgó (21+34, vagy 34+55, vagy 55+89, vagy 89+144) mutatja ezeket az elrendezéseket, de más fészkes virágzatokon, sőt az ernyős murokon (5+8) is, a kőrózsaféléken és kaktuszokon, pálmák törzsén és még sokhelyütt gyönyörűen megvalósul. A növényi rácsozaton előforduló spirálok darabszáma rendszerint egy Fibonacci-szám.

### Szimmetria a fizikában
A matematika úgy általánosította a szimmetriát, hogy az invarianciát jelent egy tetszőleges transzformációval szemben. Ennek az általános szimmetriafogalomnak az alkalmazása később gyümölcsözőnek bizonyult a fizikában is. Ezzel az elméleti fizika leghatásosabb eszközévé vált. A Noether-tétel értelmében minden szimmetriához (szimmetriatranszformációval szembeni invarianciához) egy megmaradó mennyiség (Noether-töltés) tartozik:
- az időbeli eltoláshoz az energiamegmaradás
- a térbeli eltoláshoz a lendületmegmaradás
- a térbeli forgatáshoz a perdületmegmaradás
- a belső szimmetriákhoz a különféle töltésmegmaradások

A szimmetriatranszformációkat a csoportelmélet tárgyalja, ami a fizikusok által egyik leggyakrabban tanulmányozott matematikai tudományág.

### Szimmetria a kémiában
A szimmetria egyik megjelenési formája, amit a kémia tanulmányoz, a kiralitás (kezesség).
Egy másik szimmetria témakört az aminosavak címszónál mutatunk be: az aminosavak kémiai vonásainak egyfajta szimmetrikus vonása a vízre és az ammóniára vonatkoztatva. Ebben az esetben a szimmetria a rendszer áttekintését segíti, nem szigorú szabályosságú.

#### Ábrázolások és szimmetria
Az ábrázolás-elmélet fizikai alaptétele szerint minden fizikai mennyiség a rendszer szimmetriacsoportja egyik ábrázolása szerint transzformálódik (nagyon fontos: ez egy tapasztalati törvény, mint minden fizikai alaptétel). Ezért nagyon fontos megismerni világunk szimmetriáit és szimmetriacsoportjait, mert így tudjuk eldönteni, hogy milyen fizikai mennyiségek létezhetnek. A triviális ábrázolás szerint transzformálódó mennyiségeket skalárnak hívjuk, az önábrázolás (ha van) szerint transzformálódó mennyiségeket vektornak.
A tapasztalat szerint az SO(3) (a 3 dimenziós tér elforgatásainak csoportja) például szimmetriája világunknak, azaz egyszerűen fogalmazva, ha másik irányból nézem a világot, akkor törvényei nem változnak meg. Az ehhez a szimmetriacsoporthoz tartozó vektorokat szokták a hagyományos értelemben vektoroknak nevezni.

#### Szimmetriasértés
Egy gömb bármely a középpontján áthaladó egyenesre vonatkozóan forgásszimmetriával rendelkezik. Ha kiválasztunk egy ilyen egyenest (forgástengelyt) és azzal párhuzamosan a gömböt kissé összenyomjuk és az lapult lesz, akkor a többi egyenesre vonatkozóan elveszíti a forgásszimmetriáját. Azt mondjuk, hogy ezekre vonatkozóan a forgásszimmetria sérül. Az égitestek a forgásuk miatt általában ilyen lapult gömbök, amelyek a forgástengelyükre vonatkozóan – szintén csak közelítőleg – forgásszimmetrikusak.
Gondoljunk ugyanis a Földre például aminek domborzata (hegyek, tengeri árkok) elrontják a forgásszimmetriát. Ez a sérülés mindenesetre kicsi, általában nem kell számolni vele, ha mondjuk a Föld és a Hold, vagy mesterséges égitestek Föld körüli mozgását akarjuk számolni. Általában tekinthetjük a Földet forgásszimmetrikusnak. ha viszont egy műhold közel és sokáig kering a Földhöz, Föld körüli pályáján, akkor már fontossá válnak a földfelszín egyenetlenségei, azokat figyelembe kell venni a pályakorrekciók számításakor.
A szimmetriasértés hatása sokszor így jelentkezik a fizikában. Először egy közelítő szimmetriát egzaktnak tekintve elvégezzük a számításokat, majd figyelembe vesszük a szimmetria sérülése miatti hatásokat a korrekciók kiszámítására, például perturbációszámítással. Az előző példában a Föld domborzata miatt a szimmetriasértésnek jól látható, nyilvánvaló oka volt, az anyageloszlás nem volt forgásszimmetrikus. Az ilyen szimmetriasértést explicit szimmetriasértésnek nevezzük.
Vegyünk egy másik mechanikai példát. Fogjunk be egy rudat a két vége között két satupofa közé. Ekkor ez a rendszer forgásszimmetrikus a rúd hossztengelyére vonatkozóan. Kezdjük el összenyomni a rudat hosszában,- a nyomóerő is forgásszimmetrikus, hiszen hossztengely irányú. Ahogy a nyomóerő növekszik, a rúd kicsit összenyomódik, de az egész rendszer forgásszimmetrikus marad. Ha tovább növeljük a nyomóerőt, egy ponton túl a rúd ki fog hajlani oldalirányban és a rendszer elveszíti a forgásszimmetriáját. Egy teljesen szimmetrikus elrendezés, és erők esetén tehát mégis sérült a forgásszimmetria. Az ilyen sértést spontán szimmetriasértésnek nevezzük.
A spontán szimmetriasértés kulcsszerepet játszik a részecskefizikában és a kozmológiában.

## Szimmetria a művészetekben

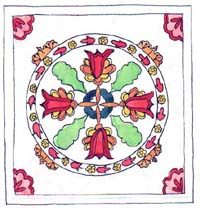
Négyoldali szimmetria egy mennyezetkazettán

### Szimmetria a díszítőművészetben és a kézművességben
Ahogy általában a szimmetriatudományban, úgy a képzőművészetben is jelentős mai magyar eredményeket találunk. Saxon-Szász János polidimenzionális mezőket fest, műveiben a szimmetria a poligonalitással, a fraktálszerű léptékváltásokkal és a különféle dimenziók ábrázolásával együtt jelenik meg. Erdély Dániel spidronokat hoz létre. Kabai Sándor grafikái a számítógépes Mathematica program segítségével alkotnak új szerkezeteket. F. Farkas Tamás a reális és a térben meg nem valósítható szerkezetek világába kalauzol. Darvas György részecskefizikai szimmetriák ábrázolásánál jól hasznosította F. Farkas grafikáit.
Bérczi Szaniszló a díszítőművészeti alkotásokban rejtetten meglévő szimmetriát nyomozza. Intuitív matematikai fölfedezéseknek tekinti az összetett szimmetriát hordozó alkotásokat. Tarnai Tibor az építészethez közel eső területeken gyűjti a szerkezetek szimmetria tulajdonságait. Hargittai István kémiai szimmetriákat elemzett és mutatott be több, Hargittai Magdolnával a szimmetriához kapcsolódó témakörben szerkesztett könyvében. Nagy Dénes a szimmetria témakör irodalmát dolgozta föl.

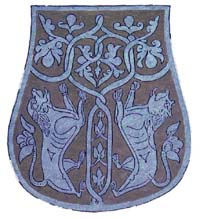
Honfoglalás kori tarsolylemez a Volga-Ural vidékéről

### Szimmetria és etnomatematika
A matematikának egy olyan ágát nevezik etnomatematikának (ethnomathematics), amely a régi népek matematikai fogalmainak a kibontakozását kutatja. Az egyik leggazdagabb terület az, ahol díszítőművészeti alkotásokban megmutatkozó szimmetriák ismeretéből következtetnek közösségek ismereteire. Ma már szinte minden földrész régi népeinek díszítőművészetét megvizsgálták etnomatematikai szempontból. Magyarországon főleg az eurázsiai kapcsolatokat kutatják.
Egy-egy formaelemnek, vagy díszítő szerkezetnek az elterjedése nyomon követhető a régészeti leletekből megrajzolt adattérképen. A díszítőművészet matematikája például jól hasznosítható egyes lószerszám és lovasfelszerelési tárgyakon, ha azt sajátos, egyedi fejlesztésű díszítő minta díszíti. A lovas népek művészetére jellemző a szíjvégeken megtalálható kettősfríz, melyet egy egyszerű fríz (szalagdísz) díszítőminta hosszanti megkettőzésével alakítottak ki. Ezek közül például a tükrözéssel megkettőzött ún. m-g típust találjuk meg sokfelé Eurázsiában (Bérczi Sz. 2000.) Egy másik mintának a párhuzamát a tokiói Nemzeti Történeti Múzeumban találjuk meg. Ez egy hun-szkíta tőrtoknak a mintája. A Kárpát-medencében talált párjával együtt ezek a t-2 típusú kettőzött fríz mintával vannak díszítve.
Az összetettebb mintaszerveződések tehát a műveltségi közösség intuitív matematikai felfedezéseinek tekinthetők. A fölfedezések, fölismerések a műveltségi közösségben öröklődnek, ugyanúgy, ahogyan a műszaki technikai fölfedezések is. Az etnomatematikai kutatásnak tehát az adja az igazi jelentőségét, hogy a díszítőmintázat matematikai gazdagsága is öröklődő jellemzője a különféle műveltségi közösségeknek.

## Lásd még
- Szabályos testek
- Arkhimédészi testek
- Levélállás
- Szimmetria (biológia)
- Enantiomorf
- Szimmetria Fesztivál